# 2023年世界水泳選手権クック諸島選手団
2023年世界水泳選手権クック諸島選手団は、2023年7月14日から7月30日まで日本の福岡で開催された第20回世界水泳選手権のクック諸島選手団、およびその競技結果。

## 選手団
- 人員: 選手 2人

## 選手名簿・結果
| 選手                 | 種目           | 予選      | 予選 | 準決勝   | 準決勝   | 決勝     | 決勝     |
| 選手                 | 種目           | 結果      | 順位 | 結果     | 順位     | 結果     | 順位     |
| -------------------- | -------------- | --------- | ---- | -------- | -------- | -------- | -------- |
| ウェスリー・ロバーツ | 男子100m自由形 | 50秒27    | 49位 | 予選敗退 | 予選敗退 | 予選敗退 | 予選敗退 |
| ウェスリー・ロバーツ | 男子200m自由形 | 1分51秒27 | 39位 | 予選敗退 | 予選敗退 | 予選敗退 | 予選敗退 |
| ビード・アイトゥ     | 男子50m背泳ぎ  | 28秒19    | 54位 | 予選敗退 | 予選敗退 | 予選敗退 | 予選敗退 |
| ビード・アイトゥ     | 男子100m背泳ぎ | 1分01秒15 | 58位 | 予選敗退 | 予選敗退 | 予選敗退 | 予選敗退 |